# Плавання на відкритій воді на Чемпіонаті світу з водних видів спорту 2015 — 5 км (жінки)
Змагання з плавання на відкритій воді на дистанції 5 кілометрів серед жінок на Чемпіонаті світу з водних видів спорту 2015 відбулись 25 липня.

## Результати
Заплив стартував о 10:00.
| Місце | Плавчиня               | Країна          | Час       |
| ----- | ---------------------- | --------------- | --------- |
| 1     | Гейлі Андерсон         | США             | 58:48.4   |
| 2     | Калліопа Араузу        | Греція          | 58:49.8   |
| 3     | Фіннія Вунрам          | Німеччина       | 58:51.0   |
| 4     | Шарон ван Роувендаал   | Нідерланди      | 58:55.5   |
| 5     | Джессіка Волкер        | Австралія       | 59:09.9   |
| 6     | Ешлі Твічелл           | США             | 59:10.0   |
| 7     | Мелісса Горман         | Австралія       | 59:12.7   |
| 8     | Анастасія Крапівіна    | Росія           | 59:12.7   |
| 9     | Аріанна Бріді          | Італія          | 59:12.9   |
| 10    | Еріка Вільясіха Гарсія | Іспанія         | 59:15.0   |
| 11    | Мартіна Грімальді      | Італія          | 59:16.0   |
| 12    | Ева Рістов             | Угорщина        | 59:16.1   |
| 13    | Анна Олаш              | Угорщина        | 59:16.5   |
| 14    | Анастасія Азарова      | Росія           | 59:19.8   |
| 15    | Бетіна Лоршейттер      | Бразилія        | 59:57.8   |
| 16    | Шпела Перше            | Словенія        | 59:59.7   |
| 17    | Кароліна Біліш         | Бразилія        | 1:00:07.2 |
| 18    | Алена Бенешова         | Чехія           | 1:00:50.3 |
| 19    | Саманта Гардінг        | Канада          | 1:00:50.3 |
| 20    | Фан Янцяо              | Китай           | 1:00:51.7 |
| 21    | Хайді Ган              | Малайзія        | 1:00:52.1 |
| 22    | Джейд Дюзаблон         | Канада          | 1:00:52.7 |
| 23    | Еліс Деерінг           | Велика Британія | 1:00:53.3 |
| 24    | Марія Вілас            | Іспанія         | 1:00:53.6 |
| 25    | Наталі Кальдас         | Еквадор         | 1:01:10.2 |
| 26    | Ню Сяосяо              | Китай           | 1:03:50.4 |
| 27    | Кармен Ле Руа          | ПАР             | 1:04:06.3 |
| 28    | Майте Кано             | Мексика         | 1:04:25.7 |
| 29    | Мелісса Вільясеньйор   | Мексика         | 1:04:40.3 |
| 30    | Еллен Ольссон          | Швеція          | 1:04:47.1 |
| 31    | Фатіма Флорес          | Сальвадор       | 1:04:49.4 |
| 32    | Кларіс Ле Руа          | ПАР             | 1:05:50.8 |
| 33    | Тоскано Сінді          | Гватемала       | 1:06:19.2 |
| 34    | Лок Хой Ман            | Гонконг         | 1:09:10.0 |
| 35    | Квок Чо Їу             | Гонконг         | 1:09:18.7 |
| 36    | Ангеліка Асторга       | Коста-Рика      | 1:09:19.7 |
| 37    | Марія Іванова          | Казахстан       | 1:09:22.8 |
| 38    | Алондра Кастільйо      | Болівія         | 1:10:27.4 |
| 39    | Карла Шитич            | Хорватія        | DNS       |
| 39    | Раїна Рамдгані         | Індонезія       | DNS       |
| 39    | Хулія Аріно            | Аргентина       | DNS       |